# Tarrants
Tarrants è un villaggio inattivo degli Stati Uniti d'America, situato nello Stato del Missouri, nella contea di Pike.